# Pomodori verdi fritti alla fermata del treno
Pomodori verdi fritti alla fermata del treno (Fried Green Tomatoes) è un film statunitense del 1991 diretto da Jon Avnet e basato sul libro di Fannie Flagg Pomodori verdi fritti al caffè di Whistle Stop.

## Trama
Evelyn Couch e suo marito Edd si recano in una casa di riposo dell'Alabama, dove alloggia la zia di lui. Evelyn, non essendo gradita all'anziana signora, attende nel salotto della casa di riposo dove viene avvicinata dall'anziana Ninny, che comincia a raccontarle la sua vita. Evelyn, frustrata dalla vita coniugale perché il marito ha in testa solo gli hamburger e il football, è ben felice di ascoltare la storia: attualmente Ninny è vedova e si trova lì solo temporaneamente, perché in realtà vive a Whistle Stop, una stazione ferroviaria da tempo in disuso nelle vicinanze della casa di riposo.
La storia raccontata da Ninny inizia negli anni '20 con Idgie, la più giovane dei figli Threadgoode, quando la stretta relazione di lei con suo fratello maggiore Buddy viene bruscamente interrotta per la morte di lui, investito da un treno. Devastata dalla morte del fratello, Idgie si ritira dalla società per gran parte della sua infanzia e adolescenza fino a quando, nell'estate del 1932, quella che era la fidanzata di Buddy, Ruth Jamison, interviene su richiesta della famiglia Threadgoode per cercare di riportare Idgie alla vita civile. Quest'ultima inizialmente fa resistenza con Ruth, ma col tempo tra loro nasce un affetto sincero e reciproco: Ruth si dimostra una vera amica (il significato stesso nel nome Ruth), apprezzando Idgie proprio per ciò che lei è, vale a dire una ragazza solitaria ma anche ribelle e coraggiosa. Una notte, su proposta di Idgie, le due amiche salgono su un treno merci in partenza e riescono a rubare il cibo contenuto in un vagone per distribuirlo alla povera gente di tendopoli accanto alla ferrovia: anche Ruth si diverte moltissimo a lanciare il cibo dal treno in marcia. Il giorno successivo, Idgie mostra a Ruth il suo talento ad incantare le api per prendere il loro miele senza farsi pungere; si guadagna quindi il soprannome di "incantatrice di api". 
Al termine di quell'estate Ruth lascia Whistle Stop per sposare Frank Bennett e si trasferisce a Valdosta, in Georgia. Idgie cerca di dimenticarla, ma non vi riesce, e perciò decide di recarsi a casa sua, dove trova una ragazza profondamente diversa da come la ricordava: Ruth, che è incinta, subisce infatti costantemente abusi fisici da parte di Frank. A questo punto, Idigie aiuta Ruth a lasciare il marito e a tornare a Whistle Stop; lì nasce il bambino e viene chiamato Buddy Junior, essendo Buddy il primo amore di Ruth.
I genitori di Idgie danno poi alla ragazza i soldi per avviare un'attività in modo che possa prendersi cura di Ruth e del figlio. Le due amiche aprono così il Whistle Stop Cafè, approfittando della grande frequentazione della zona; impiegando anche Sipsey (la cuoca di colore della famiglia Threadgoode) e suo figlio Big George (l'unica persona da cui Idgie si lasciava avvicinare appena morto il fratello); la specialità del Cafè è il barbecue con contorno i pomodori verdi fritti che danno il titolo al film e al libro da cui esso è tratto. 
Dopo alcuni mesi Frank torna a Whistle Stop con alcuni membri del Ku Klux Klan, che aggrediscono Big George, il quale non reagisce e viene salvato dallo sceriffo. Idgie e lo sceriffo minacciano pubblicamente Frank, che finge di andarsene ma in realtà vuole rapire suo figlio. La sera stessa, dopo aver colpito Smokey il solitario che lo avvertiva di non portare via il piccolo Buddy, Frank viene però colpito da un aggressore sconosciuto e cade a terra, probabilmente morto: il giorno non si trovano né il corpo né il camioncino di lui.
Nei giorni successivi viene alla ricerca di Frank un investigatore di Valdosta; egli sospetta di Idgie e soprattutto di Big George, avendo costui minacciato pubblicamente Frank, e dichiara che farà arrestare i due non appena verrà ritrovata una sola traccia di Frank. Anche Ruth sospetta che Idgie possa aver fatto sparire Frank quand'ella le dice che costui non tornerà mai più a importunare lei o Buddy; del resto Ruth non approfondisce perché ha solo piacere che Frank se ne sia andato per sempre. 
Cinque anni più tardi (settembre 1938), il camioncino di Frank riemerge dal fondo del fiume vicino a causa di un'alluvione: nonostante non vi sia traccia del corpo, Idgie e Big George vengono sospettati dell'omicidio e arrestati dallo sceriffo locale. Costui consiglia alla ragazza di attribuire il crimine esclusivamente a Big George; Idgie però si rifiuta e, durante il successivo processo che si tiene a Valdosta, il reverendo Scroggins fornisce a Idgie e Big George solidi alibi per la notte della scomparsa di Frank. Tenendo conto della reputazione di quest'ultimo come ubriacone, il giudice archivia la sua morte come un incidente con il camioncino dovuto a guida in stato di ebbrezza.
Idgie e Big George tornano a Whistle Stop con la fedina penale ripulta, ma la felicità non dura a lungo: appena un anno dopo il processo, Ruth muore di tumore; come se non bastasse, qualche anno dopo ancora, con la soppressione della linea ferroviaria, il Cafè è costretto a chiudere perché viene a mancare la clientela. Ognuno va quindi per la sua strada e solo Ninny e suo marito Leo rimangono a Whistle Stop.
Al presente Ninny torna a Whistle Stop e scopre che la sua casa è stata demolita perché pericolante: Evelyn, divenuta sua amica e, avendo ritrovato grazie a Ninny la voglia di vivere, le offre di andare a vivere con lei. Ninny accetta con qualche reticenza e anche il marito di Evelyn si abitua alla presenza dell'anziana signora.
Prima di allontanarsi da quello che era Whistle Stop Cafè, Ninny rivela cosa successe realmente a Frank la notte in cui scomparve: fu la cuoca Sipsey a colpirlo con una padella per impedirgli di rapire Buddy Junior, uccidendolo senza volere. Sipsey, in quando donna di colore, capì che avrebbe rischiato la pena di morte perché non sarebbe stata creduta nel confessare un omicidio preterintenzionale; Idgie e Big George vennero quindi in aiuto di Sispsy e, prima dell'alba, gettarono nel fiume il camioncino, fecero a pezzi il cadavere di Frank, lo cucinarono e loservirono con gli immancabili pomodori verdi fritti. Anche l'investigatore che indagava sulla scomparsa di Frank mangiò la sua carne senza saperlo e dichiarò che era la più buona che avesse mai mangiato. 
Nel ritorno a casa di Evelyn e Ninny passano anche davanti alla tomba di Ruth, adornata con un barattolo di miele e un biglietto che recita: "Ti amerò sempre, l'incantatrice di api", il soprannome che Ruth diede a Idgie. Idgie dev'essere quindi ancora viva e probabilmente è la stessa Ninny che ha raccontato la storia.

## Differenze con il romanzo
Nel romanzo ci sono alcuni personaggi con proprie storie parallele (come Artis O. Peavey) che non compaiono nella versione cinematografica. 
Nel libro è presente una storia d'amore fra le due protagoniste, mentre il film (forse per evitare critiche da parte del pubblico) fa apparire Idgie e Ruth semplicemente come grandi amiche. L'edizione in DVD del film ha un commento audio, in cui il regista riconosce questo fatto, ma sostiene che una scena in cui le due donne hanno un litigio col cibo era intesa come una metafora del fare l'amore fra le due.
Nel film inoltre la morte di Ruth è stata resa con una scena sentimentale tra lei e Idgie, mentre nel romanzo Ruth, affetta da un tumore del pancreas in fase terminale, muore assistita da una delle domestiche nere, Onzell, che vedendola soffrire in modo insopportabile, le pratica l'eutanasia con una dose di morfina all'insaputa di tutti.
Il film lascia infine intendere velatamente che la signora Ninny non è altro che Idgie da anziana. Nel libro invece risulta chiaro che Ninny e Idgie siano due persone diverse, poiché sono cognate.

## Produzione
Il film è stato interpretato da Jessica Tandy (vincitrice del premio Oscar per A spasso con Daisy), Kathy Bates (Oscar per Misery non deve morire), Mary Stuart Masterson e Mary-Louise Parker, mentre la stessa autrice Fannie Flagg ha partecipato alla stesura della sceneggiatura.

## Riconoscimenti
- 1992 - Premio Oscar
  - Candidatura Miglior attrice non protagonista a Jessica Tandy
  - Candidatura Miglior sceneggiatura non originale a Fannie Flagg e Carol Sobieski
- 1992 - Golden Globe
  - Candidatura Miglior film commedia o musicale
  - Candidatura Migliore attrice in un film commedia o musicale a Kathy Bates
  - Candidatura Miglior attrice non protagonista a Jessica Tandy
- 1993 - Premio BAFTA
  - Candidatura Miglior attrice protagonista a Jessica Tandy
  - Candidatura Miglior attrice non protagonista a Kathy Bates
- 1993 - American Comedy Awards
  - Candidatura Miglior attrice comica a Kathy Bates
  - Candidatura Miglior attrice non protagonista comica a Jessica Tandy